# Belisana junkoae
Belisana junkoae is een spinnensoort uit de familie trilspinnen (Pholcidae). De soort komt voor in Taiwan & Japan. 